# アウト・オブ・タイム (ローリング・ストーンズの曲)
「アウト・オブ・タイム」(Out of Time)は、ローリング・ストーンズの楽曲。1966年発表のアルバム『アフターマス』収録曲。作詞・作曲はミック・ジャガーおよびキース・リチャーズ。

## 解説
初出となるアルバム『アフターマス』には、イギリス盤の方にのみ収録され、アメリカでは1967年の編集アルバム『フラワーズ』で初登場となった。
この曲には『アフターマス』収録のオリジナル・バージョンの他、後述するクリス・ファーロウのカバー・バージョンの伴奏にミック・ジャガーのボーカルを乗せ、女性コーラスとタンバリンを加えた別バージョンがあるが、これはファーロウのためにジャガーがガイド・ボーカルを入れたデモ・バージョンである。こちらは1975年の未発表曲集『メタモーフォシス』に収録され、同年シングル化もされている（全英45位、全米81位）。前者は1966年3月6日から9日にかけて、ロサンゼルス・RCAスタジオで行われた『アフターマス』セッションで、後者は同年4月27日から30日にかけて、ロンドンのパイ・スタジオで録音された。
1966年12月、テレビ番組「レディ・ステディ・ゴー」の最終回に、ジャガーがファーロウとデュエットしたことがある。
『帰郷』（1978年）や『ワンス・アポン・ア・タイム・イン・ハリウッド』（2019年）などの映画で使用された。
2022年6月1日、ストーンズのデビュー60周年に当たるSixtyツアーにおいて、スペインのマドリッドで初めて披露された。

## カバー
- クリス・ファーロウは、ミック・ジャガーのプロデュースのもとこの曲をカバーし、1966年6月にシングルとしてリリースした。シンプルなストーンズ・バージョンに対し、ファーロウ・バージョンはオーケストラを用いた煌びやかなアレンジが施されている。ファーロウ・バージョンの録音には、当時スタジオ・ミュージシャンとして活動していたジミー・ペイジが参加している[4]。ファーロウ・バージョンは1966年8月3日付の全英チャートで1位を獲得[6]、彼の最大のヒット曲となった。
- ラモーンズは1993年発売のアルバム『アシッド・イーターズ』でカバーした。

## レコーディング・メンバー
オリジナル・バージョン
- ミック・ジャガー - リード＆バッキング・ボーカル
- キース・リチャーズ - エレキギター、アコースティックギター、バッキング・ボーカル
- ブライアン・ジョーンズ - マリンバ
- ビル・ワイマン - ベース
- チャーリー・ワッツ - ドラムス
- イアン・スチュワート - オルガン
- ジャック・ニッチェ - ピアノ

クリス・ファーロウ・バージョン
- クリス・ファーロウ - ボーカル
- ジミー・ペイジ、ジョー・モレッティ - ギター
- エリック・フォード - ベース
- アンディ・ホワイト - ドラムス
- シドニー・サックス - ストリングス編曲